# Isturgia famula
Isturgia famula is een nachtvlinder uit de familie van de spanners (Geometridae). 
De soort gebruikt Cytisus, heidebrem, Sarothamnus, Spartium en Ulex als waardplanten. De vliegtijd is mei en juni, de vlinder vliegt op zonnige dagen overdag. De soort overwintert als pop in de grond.
Isturgia famula komt voor in Zuid-Europa. In België was de soort bekend voor 1980 uit de provincie Namen. In Nederland is de soort niet waargenomen.